# Oryx (blog)
|  | Per a altres significats, vegeu «Oryx (desambiguació)». |

Oryx o Oryxspioenkop és un lloc web neerlandès d'anàlisi de defensa de la intel·ligència de codi obert (OSINT) i un equip de recerca bèl·lica. Està dirigit per Stijn Mitzer i Joost Oliemans. Tots dos han treballat anteriorment per a Bellingcat, amb seu als Països Baixos. Oliemans també va treballar per a Janes Information Services, una empresa britànica d'intel·ligència militar de codi obert.
Oryx es va posar en marxa en 2013 i es va centrar inicialment en Síria. Mitzer i Oliemans també van escriure dos llibres sobre l'Exèrcit Popular de Corea. Segons Oryx, el terme spionkop (lit. turó d'espies en afrikaans) «es refereix a un lloc des del qual es poden observar els esdeveniments que es desenvolupen a tot el món».
El blog va adquirir notorietat internacional gràcies al seu treball durant la invasió russa d'Ucraïna en 2022, comptabilitzant i fent un seguiment de les pèrdues materials a partir de proves visuals i d'informació de fonts obertes procedent de les xarxes socials. Ha estat citat regularment en els principals mitjans de comunicació, com Reuters, BBC News, The Guardian, The Economist, Newsweek, CNN i CBS News. Forbes va qualificar a Oryx com «la font més fiable del conflicte fins al moment», qualificant els seus serveis d'«extraordinaris». Atès que només informa de les pèrdues confirmades visualment, els recomptes d'Oryx de les pèrdues d'equips constitueixen les bases mínimes absolutes per a les estimacions de pèrdues.
El juny de 2023, l'antic general David Petraeus va elogiar Oryx: "En aquesta època i en l'era dels mitjans i la intel·ligència de codi obert, hi ha un lloc web que fa un seguiment de la destrucció d'una forma absolutament confirmada i verificada, per exemple, de tancs i vehicles de combat d'infanteria. (...) Tot això confirmat per fotografies amb metadades, de manera que s'asseguren de no comptar dos cops, etc."
El 19 de juny de 2023, Oryx va anunciar que el blog finalitzaria l'1 d'octubre de 2023. En el comunicat publicat a Twitter, Oryx va explicar que el blog s'havia creat una dècada abans "per avorriment", i que el projecte -que s'havia realitzat "en el nostre temps lliure" i sense cap retribució- s'havia convertit en una tasca de jornada completa que no permetia compaginar amb cap feina i que "ja no em fa feliç". En un aclariment posterior, Oryx va dir que la llista que cobria les pèrdues en la invasió russa d'Ucraïna es continuaria actualitzant fins al final de la guerra per part del col·laborador Jakub Janovsky i el grup OSINT WarSpotting.